# I Mohicani di Parigi
I Mohicani di Parigi è un film muto italiano del 1917 diretto da Leopoldo Carlucci.